# جبال تورتوليتا
جبال تورتوليتا هي سلسلة جبلية متواضعة تقع شمال غرب توكسون، أريزونا، الولايات المتحدة الأمريكية، عند الحدود الشمالية لوادي أورو ومارانا، وهما ضاحيتان من توكسون. الارتفاع الأقصى لجبال تورتوليتا هو 4696 قدمًا (1431 مترًا). تتم حماية جزء كبير من سلسلة جبال تورتوليتا داخل منتزه تورتوليتا ماونتن، الذي أنشأته مقاطعة بيما عام 1986، والتي تخطط لتوسيع أراضي المحمية.
تشمل جبال تورتوليتا موارد ثقافية واسعة النطاق. استوطن السكان الأمريكيون الأصليون المعروفون باسم هوهوكام هذه المنطقة لما يقرب من 700 عام بدءًا من حوالي 500 بعد الميلاد. توجد في السفوح الشرقية لجبال تورتوليتا أطلال لقرية هوني بي (Honeybee،نحل العسل)، وهي قرية سابقة في هوهوكام مصانة ومصونة من قبل بلدة وادي أورو.